# Griechische Eishockeyliga 1993
Die Saison 1993 war die fünfte Spielzeit der griechischen Eishockeyliga, der höchsten griechischen Eishockeyspielklasse. Meister wurde zum insgesamt zweiten Mal in der Vereinsgeschichte Iptameni Pagodromoi Athen.

## Modus
In der Hauptrunde absolvierte jede der vier Mannschaften insgesamt sechs Spiele. Der Erstplatzierte der Hauptrunde wurde Meister. Für einen Sieg erhielt jede Mannschaft zwei Punkte, bei einem Unentschieden gab es ein Punkt und bei einer Niederlage null Punkte.

## Hauptrunde

### Tabelle
| Pl. |                           | Sp | S | N | U | Tore  | Punkte |
| --- | ------------------------- | -- | - | - | - | ----- | ------ |
| 1.  | Iptameni Pagodromoi Athen | 6  | 6 | 0 | 0 | 75:8  | 12     |
| 2.  | Tarandos Mozchatou        | 6  | 3 | 1 | 2 | 35:42 | 7      |
| 3.  | PAS Piräus                | 6  | 2 | 0 | 4 | 15:50 | 4      |
| 4.  | Aris Saloniki             | 6  | 0 | 1 | 5 | 5:30  | 1      |